# Luvila lutea
Luvila lutea är en insektsart som beskrevs av Irena Dworakowska 1974. Luvila lutea ingår i släktet Luvila och familjen dvärgstritar. Inga underarter finns listade i Catalogue of Life.